# تشارلز هيويت
تشارلز هيويت (بالإنجليزية: Charles Hewitt)‏ هو مجدف أمريكي، ولد في 23 نوفمبر 1949 في بوسطن في الولايات المتحدة.

## وصلات خارجية
- تشارلز هيويت على موقع الاتحاد الدولي للتجديف (الإنجليزية)
- تشارلز هيويت على موقع أوليمبيديا (الإنجليزية)